# NGC 3482
NGC 3482 ist eine Balken-Spiralgalaxie vom Hubble-Typ SBa im Sternbild Segel des Schiffs am Südsternhimmel. Sie ist schätzungsweise 120 Millionen Lichtjahre von der Milchstraße entfernt.
Das Objekt wurde am 1. März 1835 von John Herschel entdeckt.